# (134329) Cycnos
(134329) Cycnos (2377 T-3) – planetoida z grupy trojańczyków Jowisza (obóz trojański) okrążająca Słońce w ciągu 11,75 lat w średniej odległości 5,16 j.a. Odkryta 16 października 1977 roku. "Cycnos" to francuski odpowiednik imienia syna Posejdona, Kyknosa.